# Tellima grandiflora
 (février 2021).
Espèce
Tellima grandiflora est une espèce de plantes de la famille des Saxifragaceae.
La plante contient l'ellagitanin cornusiine E, un dimère formé par une laccase à partir de tellimagrandine II.

## Synonymes
Tellima grandiflora a pour synonymes :
- Mitella acerifolia Schltdl. ex Ledeb.
- Mitella grandiflora Pursh : basionyme
- Tellima breviflora Rydb.
- Tellima grandiflora var. virescens Regel
- Tellima nudicaulis Greene
- Tellima odorata Howell
- Tiarella alternifolia Fisch. ex Ser.